# LNB Pro A 2009-10
La LNB Pro A 2009-2010 fue la edición número 88 de la Pro A, la máxima competición de baloncesto de Francia. La temporada regular comenzó el 3 de octubre de 2009 y acabó el 11 de mayo de 2010. Los ocho mejor clasificados accederían a los playoffs, mientras que el SPO Rouen Basket y el JDA Dijon descenderían a la Pro B.
El campeón sería por primera vez en su historia el Cholet Basket tras derrotar al Le Mans Sarthe Basket en la final a partido único.

## Equipos 2009-10
| Equipo                   | Ciudad              | Pabellón                                                  | Capacidad   |
| ------------------------ | ------------------- | --------------------------------------------------------- | ----------- |
| ÉS Chalon-sur-Saône      | Chalon-sur-Saône    | Le Colisée                                                | 4,070       |
| Cholet Basket            | Cholet              | La Meilleraie                                             | 5,191       |
| JDA Dijon                | Dijon               | Palais des Sports Jean-Michel Geoffroy                    | 4,600       |
| BCM Gravelines Dunkerque | Gravelines          | Sportica                                                  | 3,500       |
| Hyères Toulon Var Basket | Hyères – Toulon     | Palais des Sports de Toulon Espace 3000                   | 4,700 2,200 |
| STB Le Havre             | Le Havre            | Salle des Docks Océane                                    | 3,598       |
| Le Mans Sarthe Basket    | Le Mans             | Antarès                                                   | 6,003       |
| ASVEL Basket             | Lyon – Villeurbanne | Astroballe                                                | 5,643       |
| SLUC Nancy Basket        | Nancy               | Palais des Sports Jean Weille                             | 6,027       |
| Orléans Loiret Basket    | Orléans             | Zénith d'Orléans                                          | 5,338       |
| Paris-Levallois Basket   | París – Levallois   | Stade Pierre de Coubertin Palais des Sports Marcel Cerdan | 4,200 3,050 |
| Poitiers Basket 86       | Poitiers            | Les Arènes                                                | 4,300       |
| Chorale Roanne Basket    | Roanne              | Halle André Vacheresse                                    | 3,300       |
| SPO Rouen Basket         | Rouen               | Salle des Cotonniers                                      | 1,300       |
| Strasbourg IG            | Strasbourg          | Rhénus Sport                                              | 6,200       |
| JA Vichy                 | Vichy               | Palais des Sports Pierre Coulon                           | 3,300       |

## Resultados

### Temporada regular
|    | Equipo               | J  | G  | P  | PF   | PC   | Clasificación      |
| -- | -------------------- | -- | -- | -- | ---- | ---- | ------------------ |
| 1  | Cholet               | 30 | 23 | 7  | 2296 | 2125 | playoff            |
| 2  | Le Mans              | 30 | 22 | 8  | 2390 | 2151 | playoff            |
| 3  | Roanne               | 30 | 21 | 9  | 2490 | 2324 | playoff            |
| 4  | Gravelines-Dunkerque | 30 | 20 | 10 | 2322 | 2254 | playoff            |
| 5  | Nancy                | 30 | 19 | 11 | 2431 | 2212 | playoff            |
| 6  | Orléans              | 30 | 18 | 12 | 2331 | 2168 | playoff            |
| 7  | Paris-Levallois      | 30 | 15 | 15 | 2378 | 2370 | playoff            |
| 8  | Poitiers             | 30 | 15 | 15 | 2183 | 2223 | playoff            |
| 9  | Lyon-Villeurbanne    | 30 | 14 | 16 | 2233 | 2127 |                    |
| 10 | Vichy                | 30 | 13 | 17 | 2140 | 2111 |                    |
| 11 | Hyères Toulon        | 30 | 13 | 17 | 2441 | 2506 |                    |
| 12 | Chalon-sur-Saône     | 30 | 12 | 18 | 2343 | 2412 |                    |
| 13 | Le Havre             | 30 | 10 | 20 | 2223 | 2466 |                    |
| 14 | Strasbourg           | 30 | 10 | 20 | 2412 | 2542 |                    |
| 15 | Rouen                | 30 | 8  | 22 | 2290 | 2521 | Descienden a Pro B |
| 16 | Dijon                | 30 | 7  | 23 | 2172 | 2563 | Descienden a Pro B |

### Líderes estadísticos
| Estadística             | Jugador          | Equipo        | Media |
| ----------------------- | ---------------- | ------------- | ----- |
| Puntos por partido      | Derrick Obasohan | Hyères-Toulon | 19.8  |
| Valoración por partido  | Ricardo Greer    | Nancy         | 21.6  |
| Rebotes por partido     | Saer Sene        | Hyères-Toulon | 11.4  |
| Asistencias por partido | Kareem Reid      | Vichy         | 7.8   |
| Robos por partido       | John Linehan     | Cholet        | 2.8   |
| Tapones por partido     | Saer Sene        | Hyères-Toulon | 2.4   |

## Playoffs
|  | Cuartos de final | Cuartos de final     | Cuartos de final |                      |    | Semifinales | Semifinales | Semifinales |  |   | Final  | Final | Final |  |
|  |                  |                      |                  |                      |    |             |             |             |  |   |        |       |       |  |
|  |                  |                      |                  |                      |    |             |             |             |  |   |        |       |       |  |
|  | 1                | Cholet               | 2                |                      |    |             |             |             |  |   |        |       |       |  |
|  | 1                | Cholet               | 2                |                      |    |             |             |             |  |   |        |       |       |  |
|  | 8                | Poitiers             | 0                |                      |    |             |             |             |  |   |        |       |       |  |
|  | 8                | Poitiers             | 0                |                      | 1  | Cholet      | 2           |             |  |   |        |       |       |  |
|  |                  |                      |                  |                      | 1  | Cholet      | 2           |             |  |   |        |       |       |  |
|  |                  |                      | 4                | Gravelines-Dunkerque | 1  |             |             |             |  |   |        |       |       |  |
|  | 4                | Gravelines-Dunkerque | 4                | Gravelines-Dunkerque | 1  | 2           |             |             |  |   |        |       |       |  |
|  | 4                | Gravelines-Dunkerque |                  |                      |    |             |             |             |  |   |        |       |       |  |
|  | 5                | Nancy                | 0                |                      |    |             |             |             |  |   |        |       |       |  |
|  | 5                | Nancy                | 0                |                      |    |             |             |             |  | 1 | Cholet | 81    |       |  |
|  |                  |                      |                  |                      |    |             |             |             |  | 1 | Cholet | 81    |       |  |
|  |                  |                      | 2                | Le Mans              | 65 |             |             |             |  |   |        |       |       |  |
|  | 2                | Le Mans              | 2                | Le Mans              | 65 | 2           |             |             |  |   |        |       |       |  |
|  | 2                | Le Mans              |                  |                      |    |             |             |             |  |   |        |       |       |  |
|  | 7                | Paris-Levallois      | 0                |                      |    |             |             |             |  |   |        |       |       |  |
|  | 7                | Paris-Levallois      | 0                |                      | 2  | Le Mans     | 2           |             |  |   |        |       |       |  |
|  |                  |                      |                  |                      | 2  | Le Mans     | 2           |             |  |   |        |       |       |  |
|  |                  |                      | 3                | Roanne               | 1  |             |             |             |  |   |        |       |       |  |
|  | 3                | Roanne               | 3                | Roanne               | 1  | 2           |             |             |  |   |        |       |       |  |
|  | 3                | Roanne               |                  |                      |    |             |             |             |  |   |        |       |       |  |
|  | 6                | Orléans              | 1                |                      |    |             |             |             |  |   |        |       |       |  |
|  | 6                | Orléans              | 1                |                      |    |             |             |             |  |   |        |       |       |  |
|  |                  |                      |                  |                      |    |             |             |             |  |   |        |       |       |  |

## Premios

### Premios de la LNB
MVP de la temporada regular
- MVP extranjero :  Ricardo Greer[8] (Nancy)
- MVP francés :  Ali Traore[8] (Lyon-Villeurbanne)

Mejor jugador joven
- Andrew Albicy (Paris-Levallois)

Mejor defensor
- John Linehan (Nancy)

Jugador más mejorado
- Kevin Seraphin (Cholet)

Mejor entrenador
- Ruddy Nelhomme (Poitiers)

### MVP de las Finales
- Mickaël Gelabale[9] (Cholet)

### Jugador del mes
| Mes       | Jugador          | Equipo  |
| --------- | ---------------- | ------- |
| Octubre   | Sean Marshall    | Dijon   |
| Noviembre | Ricardo Greer    | Nancy   |
| Diciembre | Dewarick Spencer | Le Mans |
| Enero     | Sammy Mejía      | Cholet  |
| Febrero   | Cedrick Banks    | Orléans |
| Marzo     | Ralph Mims       | Roanne  |
| Abril     | Dylan Page       | Roanne  |